# Волфштајн
Волфштајн (њем. Wolfstein) град је у њемачкој савезној држави Рајна-Палатинат. Једно је од 98 општинских средишта округа Кузел. Према процјени из 2010. у граду је живјело 1.983 становника. Посједује регионалну шифру (AGS) 7336105.

## Географски и демографски подаци
Волфштајн се налази у савезној држави Рајна-Палатинат у округу Кузел. Град се налази на надморској висини од 189 метара. Површина општине износи 13,7 km². У самом граду је, према процјени из 2010. године, живјело 1.983 становника. Просјечна густина становништва износи 144 становника/km².

## Међународна сарадња
| Мјесто | Држава    | Врста сарадње | Од    |
| ------ | --------- | ------------- | ----- |
|        | Француска | партнерство   | 2000. |
| Извор  |           |               |       |